# Manozil-oligosaharid 1,3-1,6-alfa-manozidaza
Manozil-oligosaharid 1,3-1,6-alfa-manozidaza (EC 3.2.1.114, manozidaza II, ekso-1,3-1,6-alfa-manozidaza, alfa-D-manozidaza II, alfa-manozidaza II, alfa1-3,6-manozidaza, GlcNAc transferaza I-zavisna alfa1,3(alfa1,6)manozidaza, Golgi alfa-manozidaza II, ManII, 1,3(1,6)-alfa-D-manozidaza, 1,3-(1,6-)manozil-oligosaharid alfa--manohidrolaza) je enzim sa sistematskim imenom (1->3)-(1->6)-manozil-oligosaharid alfa--manohidrolaza. Ovaj enzim katalizuje sledeću hemijsku reakciju
hidroliza terminalnih (1->3)- i (1->6)-vezanih alfa-D-manoznih ostataka i manozil-oligosaharidu Man5(GlcNAc)3
Ovaj enzim učestvuje u sintezi glikoproteina.

## Literatura
- Nicholas C. Price; Lewis Stevens (1999). Fundamentals of Enzymology: The Cell and Molecular Biology of Catalytic Proteins (Third изд.). USA: Oxford University Press. ISBN 019850229X.
- Eric J. Toone (2006). Advances in Enzymology and Related Areas of Molecular Biology, Protein Evolution (Volume 75 изд.). Wiley-Interscience. ISBN 0471205036.
- Branden C; Tooze J. Introduction to Protein Structure. New York, NY: Garland Publishing. ISBN 0-8153-2305-0.
- Irwin H. Segel. Enzyme Kinetics: Behavior and Analysis of Rapid Equilibrium and Steady-State Enzyme Systems (Book 44 изд.). Wiley Classics Library. ISBN 0471303097.

## Spoljašnje veze
- Mannosyl-oligosaccharide+1,3-1,6-alpha-mannosidase на 